# Около света за 80 дни (филм, 1956)
Вижте пояснителната страница за други значения на Около света за 80 дни.
„Около света за 80 дни“ (на английски: Around the World in 80 Days) е американски приключенски игрален филм, излязъл по екраните през 1956 година, режисиран от Майкъл Андерсън с участието на Дейвид Нивън, Кантинфлас, Робърт Нютън и Шърли Маклейн в главните роли. Сценарият е написан от Джеймс По, Джон Фароу и С. Дж. Пърлман, той е базиран на класическия едноименен роман от Жул Верн.

## Сюжет
Произведението разказва добре познатата история, за англичанина от викторианската епоха, който предвид изобретяването на парахода и парния локомотив, се обзалага, че ще обиколи света за не повече от 80 дни.

## В ролите
| Актьор        | Роля                                         |
| ------------- | -------------------------------------------- |
| Дейвид Нивън  | Филиъс Фог                                   |
| Кантинфлас    | Паспарту                                     |
| Робърт Нютън  | г-н Фикс                                     |
| Шърли Маклейн | принцеса Ауда                                |
| Шарл Боайе    | Мосю Гасе, въздухоплавател                   |
| Джо Браун     | управител на жп гара в провинциална Небраска |
| Мартин Карол  | турист в Париж                               |
| Джон Карадайн | полковник-следовател Стамп, Сан Франциско    |
| Чарлс Кобърн  | чиновник в Хонг Конг                         |
| Фернандел     | кочияш в Париж                               |
| Роналд Колман | представител на железницата в Индия          |
| Мервил Купър  | стюард                                       |
| Ноъл Кауърд   | Хескет-Багот                                 |

## Награди и номинации
Филмът е сред основните заглавия на 29-ата церемония по връчване на наградите „Оскар“, където е номиниран за отличието в 8 категории, печелейки 5 от тях включително приза за най-добър филм. „Около света за 80 дни“ е удостоен и с награда „Златен глобус“ за най-добър филм.